# Centre historique de Rome, les biens du Saint-Siège situés dans cette ville bénéficiant des droits d'extra-territorialité et Saint-Paul-hors-les-Murs
Le centre historique de Rome, les biens du Saint-Siège situés dans cette ville bénéficiant des droits d'extra-territorialité et Saint-Paul-hors-les-Murs est un site classé au patrimoine mondial de l'UNESCO. Il est une première fois classé en 1980 dans un espace limité à l'enceinte fortifiée dite du mur d'Aurélien construit de 272 à  282.
En concertation avec le Saint-Siège et l'Italie, le comité de l'Unesco dans un esprit de cohérence  élargit, en 1990, l'inscription à l'enceinte de 1643 d'Urbain VIII pour y inclure trois monuments (extra-territoriaux) essentiels de la capitale chrétienne que sont les basiliques de Sainte-Marie-Majeure, de Saint-Jean-de-Latran et de Saint-Paul-hors-les-Murs mais aussi des édifices remarquables comme  le palais San Callisto à Trastevere, le palais de la Chancellerie, le palais de Propaganda Fide situé Piazza di Spagna, le palais Maffei (Palazzo della Pigna), le palais des Convertendi, le palais du Santo Uffizio, le palais Pio et le palais dit des Propilei.
Le site du patrimoine mondial comporte quelques-uns des principaux monuments de l’Antiquité tels que les forums et le mausolée d’Auguste, les colonnes de Trajan et de Marc Aurèle, le mausolée d’Hadrien, le Panthéon, ainsi que les édifices religieux et publics de la Rome papale.

## Historique
Fondée selon la légende par Romulus et Remus sur les bords du Tibre en 753 av. J.-C., Rome a d’abord été le centre de la République romaine, puis de l’Empire romain, et enfin la capitale du monde chrétien au IVe siècle. À la Rome antique succéda la Rome chrétienne à partir du IVe siècle. La ville chrétienne fut construite au-dessus de la ville antique, ses espaces, édifices et matériaux étant réutilisés À partir du XVe siècle, les papes encouragèrent un profond renouvellement de la ville et de son image, reflétant l’esprit du clarissime de la Renaissance et, plus tard, celui du Baroque. Depuis sa fondation, Rome a été constamment associée à l’histoire de l’humanité. En tant que capitale d’un empire qui domina le monde méditerranéen pendant de nombreux siècles, Rome devint par la suite la capitale spirituelle du monde chrétien.

## Valeur universelle du site
Le bien comprend une série de témoignages de valeur artistique incomparable, qui ont été produits pendant près de trois millénaires d’histoire (comme le Colisée, le Panthéon, l’ensemble des forums romains et impériaux), des fortifications construites durant des siècles (comme les murs de la ville et le château Saint-Ange), des aménagements urbains des périodes de la Renaissance et du Baroque jusqu’aux temps modernes (comme la Piazza Navona et le « Trident » tracé par Sixte V (1585-1590), y compris la Piazza del Popolo et la Piazza di Spagna), des édifices civils et religieux, avec de somptueux décors de peintures, de mosaïques et de sculptures (comme la colline du Capitole et les palais Farnese et du Quirinal, l’Ara Pacis, les basiliques majeures de Saint-Jean du Latran, de Sainte-Marie-Majeure et Saint-Pierre-hors-les Murs), tous créés par quelques artistes parmi les plus renommés de tous les temps.
Pendant des siècles, les œuvres d’art trouvées à Rome ont eu une influence décisive sur l’évolution de l’urbanisme, de l’architecture, de la technologie et des arts dans le monde entier. Les réalisations de la Rome antique dans les domaines de l’architecture, de la peinture et de la sculpture servirent de modèle universel non seulement dans l’antiquité, mais aussi aux époques de la Renaissance, du Baroque et du néoclassicisme. Les édifices classiques et les églises, les palais et les places de Rome ont été un point de référence incontesté, de même que les peintures et les sculptures qui les enrichissent. D’une certaine façon, ce fut à Rome que l’art Baroque est né, pour se répandre ensuite dans toute l’Europe et dans d’autres continents.
La valeur des sites archéologiques de Rome, le centre de la civilisation portant le nom de la ville elle-même, est reconnue universellement. Rome a conservé un nombre extraordinaire de vestiges monumentaux de l’antiquité, qui ont toujours été visibles et sont encore dans un excellent état de conservation. Ils témoignent de diverses périodes de l’évolution et des styles de l’art, de l’architecture et de l’urbanisme, caractérisant plus d’un millénaire d’histoire.
Le centre historique de Rome dans son ensemble, ainsi que ses édifices, atteste la succession ininterrompue de trois millénaires d’histoire. Les caractéristiques spécifiques du site sont la stratification des langages architecturaux, le large éventail de typologies des bâtiments et d’aménagements originaux en urbanisme, qui sont intégrés harmonieusement dans la morphologie complexe de la ville.
D’importants monuments civils méritent d’être mentionnés, comme les forums, les bains, les murs et palais de la ville, les édifices religieux, depuis les exemples remarquables des premières basiliques chrétiennes de Sainte-Marie-Majeure, de Saint-Jean-du-Latran et Saint-Paul-hors-les–Murs jusqu’aux églises baroques ; les systèmes d’alimentation en eau (drainage, aqueducs, fontaines de la Renaissance et du Baroque et les murs de protection contre les inondations le long du Tibre datant du XIXe siècle).Les styles d’une diversité manifestement complexe se fondent pour former un ensemble unique, qui continue d’évoluer au fil du temps.
Pendant plus de deux mille ans, Rome fut une capitale à la fois séculière et religieuse. En tant que centre de l’empire romain qui étendit son pouvoir dans le monde entier connu à cette époque, la ville était le cœur d’une civilisation largement répandue qui trouva sa plus haute expression dans le droit, la langue et la littérature et reste la base de la culture occidentale. Rome a également été directement associée à l’histoire de la foi chrétienne depuis ses origines. La ville éternelle  fut pendant des siècles, et reste aujourd’hui, un symbole et l’un des buts de pèlerinages les plus vénérables, grâce aux tombeaux des apôtres, des saints et martyrs et à la présence du pape.

## Le centre historique
| Identifiant | Nom               | Localisation | Superficie  | Images |
| ----------- | ----------------- | ------------ | ----------- | ------ |
| 91-001      | Centre historique | Municipio I  | 1 425,47 ha |        |

## Les biens du Saint-Siège bénéficiant des droits d'extraterritorialité
Le site du patrimoine mondial couvre une superficie de 1 430,80 ha. De ce chiffre, 1 425,47 ha sont comptabilisés pour le centre historique de Rome, y compris les possessions extraterritoriales du Saint-Siège qui y sont contenues et 5,33 ha pour le complexe de Saint Paul Hors les Murs. Les possessions extraterritoriales du Saint-Siège inscrites au patrimoine mondial (y compris Saint-Paul-hors-les-murs) ont une superficie combinée de 38,94 m2.
| Identifiant | Nom                               | Localisation                   | Superficie | Images |
| ----------- | --------------------------------- | ------------------------------ | ---------- | ------ |
| 91-002a     | Basilique Saint-Jean de Latran    | Piazza di Porta San Giovanni   | 7,59 ha    |        |
| 91-002b     | Scala Santa                       | Piazza di Porta San Giovanni   | 1,01 ha    |        |
| 91-003      | Basilique Sainte-Marie-Majeure    | Piazza di Santa Maria Maggiore | 1,04 ha    |        |
| 91-004a     | Palais San Callisto               | Trastevere                     | 2,14 ha    |        |
| 91-004b     | Edifici su Via S. Egidio          | Trastevere                     | 0,07 ha    |        |
| 91-005      | Palais de la Chancellerie         | Corso Vittorio Emanuele II     | 0,54 ha    |        |
| 91-006      | Palais Propaganda Fide            | Piazza di Spagna               | 0,48 ha    |        |
| 91-007      | Palais Maffei Marescotti          | Via della Pigna                | 0,31 ha    |        |
| 91-008      | Palazzo dei Convertendi           | Via della Conciliazione        | 0,53 ha    |        |
| 91-009a     | Palazzo detto dei Propilei (Nord) | Via della Conciliazione        | 0,52 ha    |        |
| 91-009b     | Palazzo detto dei Propilei (Sud)  | Via della Conciliazione        | 0,36 ha    |        |
| 91-010      | Palazzo San Pio X                 | Via della Conciliazione        | 0,65 ha    |        |
| 91-011      | Immobili sul Gianicolo            | Janicule                       | 17,97 ha   |        |
| 91-012      | Palais du Saint-Office            | Piazza del Sant’Uffizio        | 0,48 ha    |        |

## Saint-Paul-hors-les-murs
| Identifiant | Nom                                | Localisation | Superficie | Images |
| ----------- | ---------------------------------- | ------------ | ---------- | ------ |
| 91-013      | Basilique Saint-Paul-hors-les-Murs | Via Ostiense | 5,33 ha    |        |